# Bogusław Kogut
Bogusław Kogut (ur. 2 września 1925 w Klęczanach, koło Sędziszowa, zm. 15 marca 1987) – polski poeta, prozaik, publicysta, polonista, poseł na Sejm PRL II kadencji.

## Życiorys
Podczas II wojny światowej żołnierz Batalionów Chłopskich. W latach 1956–1960 redaktor naczelny Tygodnika Zachodniego. Pisarz związany z Poznaniem. W latach 1957–1961 poseł na Sejm II kadencji z ramienia PZPR. W PZPR i ZLP od 1951. Członek egzekutywy Komitetu Wojewódzkiego PZPR w Poznaniu i egzekutywy POP PZPR przy Oddziale Poznańskim ZLP (od 1981). Wiceprezes Oddziału Poznańskiego ZLP i członek jego Zarządu Głównego (1954-1956). Laureat nagród literackich Rzeszowa i Poznania.
Został pochowany na Cmentarzu Junikowo w Poznaniu w Alei Zasłużonych (AZ-2-P2-30).

## Niektóre utwory
- Dom ocalony (1953),
- Śmierć Don Kichota (1961),
- Syn pułkownika (1962),
- Kalina (1963),
- Kłusownicy i naganiacze (1963),
- Traktat o rękach (1964),
- Nietoperze (1964),
- Komu wolno żyć (1965),
- Misja porucznika Kuny (1965),
- Jeszcze miłość (1967),
- Romans sentymentalny (1968),
- Dum-dum (1973),
- Kronika bez końca (1981),
- Tryptyki i erotyki (1985).

## Odznaczenia
- Order Sztandaru Pracy I klasy
- Krzyż Oficerski Orderu Odrodzenia Polski
- Krzyż Partyzancki